# Islands konsthögskola
Islands konsthögskola (isländska:Listaháskóli Íslands) i Reykjavik är Islands högskola för konstnärliga utbildningar. 
Islands konsthögskola bildades 1998 genom en sammanslagning av Islands teaterskola och Reykjaviks Konstskola. Den har avdelningar för arkitektur och formgivning (Þverholti 11), konst (Laugarnesvegi 91), konstpedagogik (Laugarnesvegi 91), scenkonst (Sölvhólsgötu 13) samt musik (Sölvhólsgötu 13).